# كامبورا سان جوفاني
كامبورا سان جوفاني (Campora San Giovanni) بلدة بمقاطعة كوزنسا في إقليم كالابريا جنوب إيطاليا. يقدر عدد سكانها بنحو 7200 نسمة.
تعتمد المدينة في اقتصادها على الزراعة والسياحة, فالمدينة بنيت على ساحل البحر التيراني كمنتجع, ويظاهر المدينة تلال ستومبولي Stromboli البركانية.
تشتهر المدينة أيضا ببرج يو تروين U Turriune الذي يعود بنائة للقرن الرابع عشر الميلادي وكنيسة القديس بطرس (بيتر) التي بنيت عام 1956, كما تشتهر المدينة الصغيرة بتعدد الجاليات بها ومنها البلغارية والروسية والصربية والرومانية من شرق أوروبا والعربية والتركية من الشرق الأوسط والصينية من شرق آسيا.

## الاقتصاد
يعتمد الاقتصاد على الزراعة والسياحة. منذ الخمسينات شهدت المنطقة تطوراً كبيراً في زراعة البصل الأحمر، وحالياً تباع محاصليها في الأسواق المحلية والأجنبية.
تطور التصدير خلال العشرين عاماً الماضية من هذا المحصول جنباً إلى جنب مع النشاطات التجارية الأخرى، مما نشط الوضع الاقتصادي. شجع هذه النشاطات موقع القرية على خط سكة الحديد وطريق SS18 والطريق السريع A3 بالإضافة إلى مطار تيرما لاميزيا الدولي (على بعد 25 كم).

## جغرافيا
تقع كامبورا على ساحل تيرهينيان ومنذ الخمسينات امتدت رقعتها على طول الشاطئ. كما أن صناعات النبيذ والزيت قد احتلت المرتفعات المجاورة.

## القرى التابعة
تقسم منطقة كامبورا إلى القرى التالية:
- أوغراتو
- كارتيللي
- كولوغني
- كوزا
- كوكوفاغليا
- فرافيتي
- غالو
- إمبيلي
- مارانو
- مارينيلا
- ميرابيلي
- أوليفا
- بيانا كافالو
- بيانا ماوري
- برينسبيسا
- ريبيس
- روبانو
- فيلانوفا

## وصلات خارجية
- موقع المدينة الرسمي نسخة محفوظة 12 نوفمبر 2008 على موقع واي باك مشين.